# Ildikó Barna

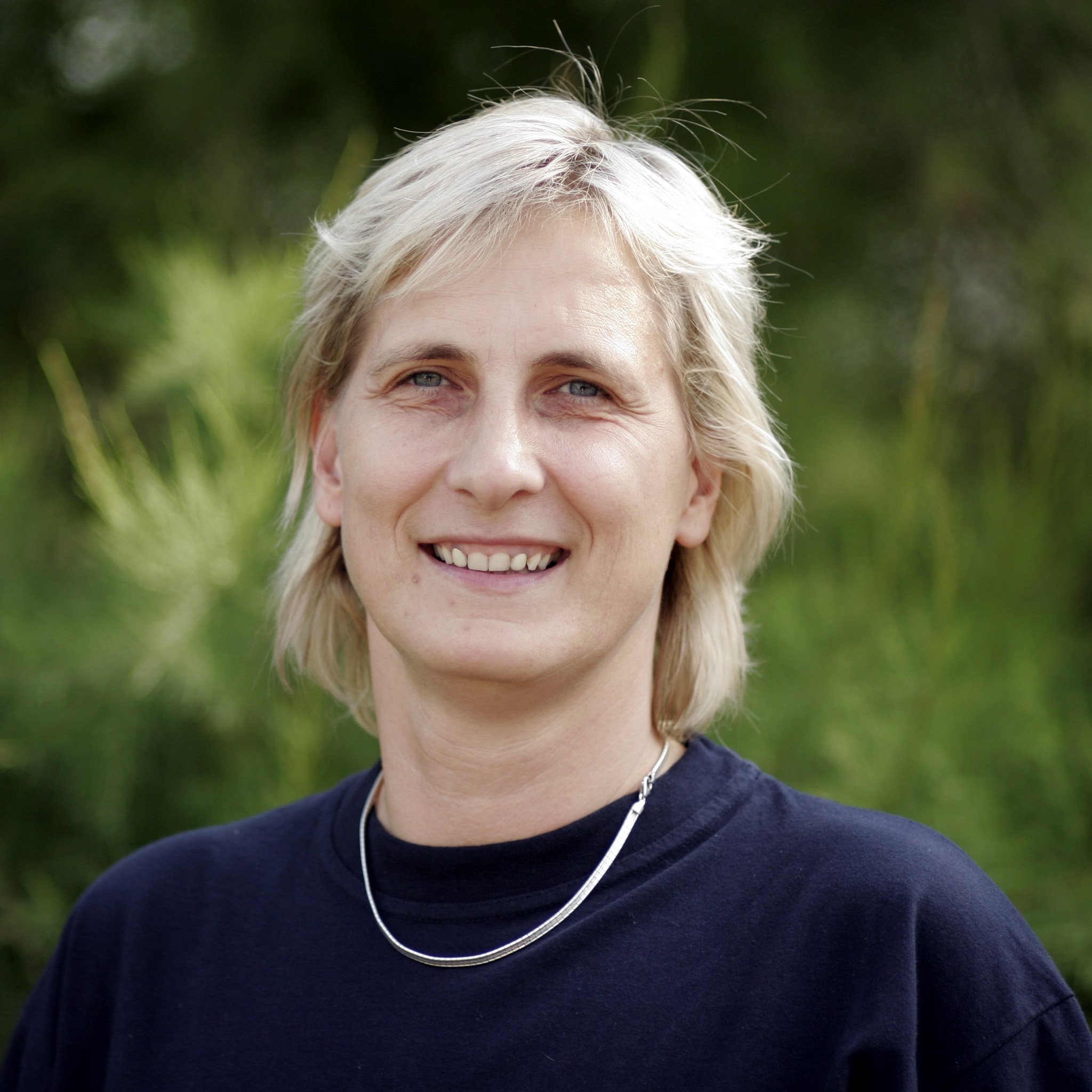
Ildikó Barna im Juli 2006

Ildikó Barna [ˈildikoː ˈbɒrnɒ] (* 7. März 1961 in Budapest) ist eine ehemalige ungarische Handballspielerin und jetzige Trainerin.
Sie spielte von 1974 bis 1988 in ihrem Heimatland für Vasas Budapest. Dort wurde sie zehnmal ungarischer Meister, neunmal Pokalsieger und im Jahr 1982 Europapokalsiegerin. Daneben absolvierte sie 220 Länderspiele für die ungarische Nationalmannschaft. Bei der WM 1982 in Budapest erreichte sie mit ihrer Mannschaft den zweiten Platz. Die Linkshänderin spielte auf der rechten Rückraumposition.
In Deutschland stand sie zwischen 1988 und 1991 bei Bayer Leverkusen unter Vertrag, mit dem sie 1991 den DHB-Pokal gewann. Zwischen 1991 und 1993 spielte sie bei TuS Eintracht Minden und anschließend von 1993 bis 1996 bei Eintracht Baunatal. Daraufhin war sie ab 1997 als Spielertrainerin bei der SG Hessen Hersfeld aktiv. Drei Jahre später wechselte die Trainerin in den Nachwuchsbereich vom Deutschen Handballbund (DHB), bevor sie 2006 zum Zweitligisten HSG Bensheim/Auerbach wechselte; ihre Nachfolgerin beim DHB wurde Ute Lemmel.
Ab der Saison 2008/09 trainierte Barna den Bundesligisten DJK/MJC Trier. Im Januar 2010 wurde sie von ihrem Traineramt freigestellt. Im Dezember 2010 übernahm Barna das Traineramt beim Drittligisten Germania Fritzlar. Nach der Saison 2010/11 übernahm sie das Traineramt beim Zweitligisten TuS Weibern. Unter ihrer Leitung stieg TuS Weibern 2012 in die Bundesliga auf, wo die Mannschaft seitdem unter den Namen Vulkan-Ladies Koblenz/Weibern antritt. Barna zog sich im Oktober 2013 einen Kreuzbandriss zu, wodurch sie keine Trainingseinheiten mehr leiten konnte. Infolgedessen übernahm am 4. Dezember 2013 Christoph Barthel das Traineramt der Vulkan-Ladies. Ab der Saison 2014/15 trainierte sie Borussia Dortmund und führte die Mannschaft zum Aufstieg in die Handball-Bundesliga. Im Juni 2018 lief ihr Vertrag beim BVB aus. Im Januar 2021 übernahm sie den Drittligisten SG Bretzenheim. Unter ihrer Leitung stieg Bretzenheim 2022 in die 2. Bundesliga auf. Nach der Saison 2022/23 beendete sie ihre Tätigkeit bei Bretzenheim.

## Stationen als Spielerin
- 1974–1988 Vasas Budapest
- 1988–1991 Bayer 04 Leverkusen
- 1991–1993 TuS Eintracht Minden
- 1993–1996 Eintracht Baunatal

## Stationen als Trainerin
- 1993–1997 Eintracht Baunatal
- 1997–2000 Hessen Hersfeld
- 2000–2006 Jugendtrainerin beim DHB
- 2006–2008 HSG Bensheim/Auerbach
- 2008–2010 DJK/MJC Trier
- 2010–2011 Germania Fritzlar
- 2011–2013 TuS Weibern / Vulkan-Ladies Koblenz/Weibern
- 2014–2018 Borussia Dortmund
- 2021–2023 SG Bretzenheim